# Bank of America Tower (New York)
De Bank of America Tower in New York is een wolkenkrabber die in 2009 is gereedgekomen aan de westkant van Sixth Avenue, tussen 42nd en 43rd Street, tegenover Bryant Park in Midtown Manhattan. Zoals de naam al aangeeft, is de Bank of America de voornaamste huurder van het gebouw, dat een waarde van 1 miljard dollar heeft. Volgens de bank is het gebouw een van de efficiëntste en milieuvriendelijkste gebouwen in de wereld.

## Details
De toren heeft twee spitsen: een van 366 meter (inclusief antenne), en een van 288 meter die een windmolen heeft die elektriciteit voor het gebouw opwekt. Het gebouw heeft 54 verdiepingen en telt ongeveer 204 000 vierkante meter kantoorruimte. 
Diverse gebouwen moesten gesloopt worden om plaats te maken voor de Bank of America Tower. De hoogste van die gebouwen was de Remington building.

## Milieuvriendelijk
In het rapport van Bank of America over de constructie van het gebouw wordt vermeld dat het gebouw bijzonder milieuvriendelijk is door het gebruik van windturbines, isolerend glas van vloer tot plafond, om warmte binnen de houden en het natuurlijk licht te maximaliseren, en ledlampen, die automatisch dimmen als er voldoende daglicht is. De toren voorziet ook in een grijswater-systeem, dat regenwater opvangt en opnieuw gebruikt. Bank of America heeft ook verklaard dat grotendeels gerecyclede en herbruikbare materialen zijn gebruikt.
Een andere interessante innovatie is dat niet alleen de lucht die het gebouw binnenkomt tot een indrukwekkend niveau wordt gezuiverd, maar ook dat deze lucht nog schoner is als hij weer wordt uitgestoten. Daardoor wordt de toren een enorm luchtfilter voor Midtown Manhattan.
Ook is het gebouw de eerste wolkenkrabber die een platina LEED certificaat krijgt. Het gebouw wordt 's Werelds meest duurzame wolkenkrabber genoemd.

## Kritiek
Toen de toren werd aangekondigd in 2003, riep dit wat kritiek op. Critici keurden het belastingvrij gebruik van 650 miljoen dollar, bedoeld voor de opbouw van Lower Manhattan na de aanslagen op 11 september 2001, af. Ook werden vragen gesteld bij de pogingen van Bank of America om de banen in de nieuwe toren te behouden, verwijzend naar een overeenkomst uit 1993 waarin de New York City Industrial Development Agency (IDA) aan Bank of America toestond naar Tower One van het World Trade Center te verhuizen op voorwaarde dat ze 1300 medewerkers in dienst zouden hebben; het aantal medewerkers is echter teruggelopen tot 830 in 1998.
Burgemeester Michael Bloomberg en gouverneur George Pataki reageerden op de kritiek door te verwijzen naar het milieuvriendelijk ontwerp van het gebouw en door te melden dat het genoeg banen zou genereren om de kosten te compenseren. De IDA verklaarde ook dat het zich zou concentreren op het behoud van banen en stelde specifieke datums vast waarop een bepaalde hoeveelheid medewerkers voltijds in dienst moet zijn; de toren moet op 30 juni 2028 bijvoorbeeld minimaal 4.400 medewerkers huisvesten.

## Bedrijven betrokken bij de bouw
- Projectontwikkelaar - Durst Organization
- Architect - Cook+Fox Architects, LLP Cook+Fox Architects
- Hoofdaannemer - Tishman Construction Corporation

## Galerij

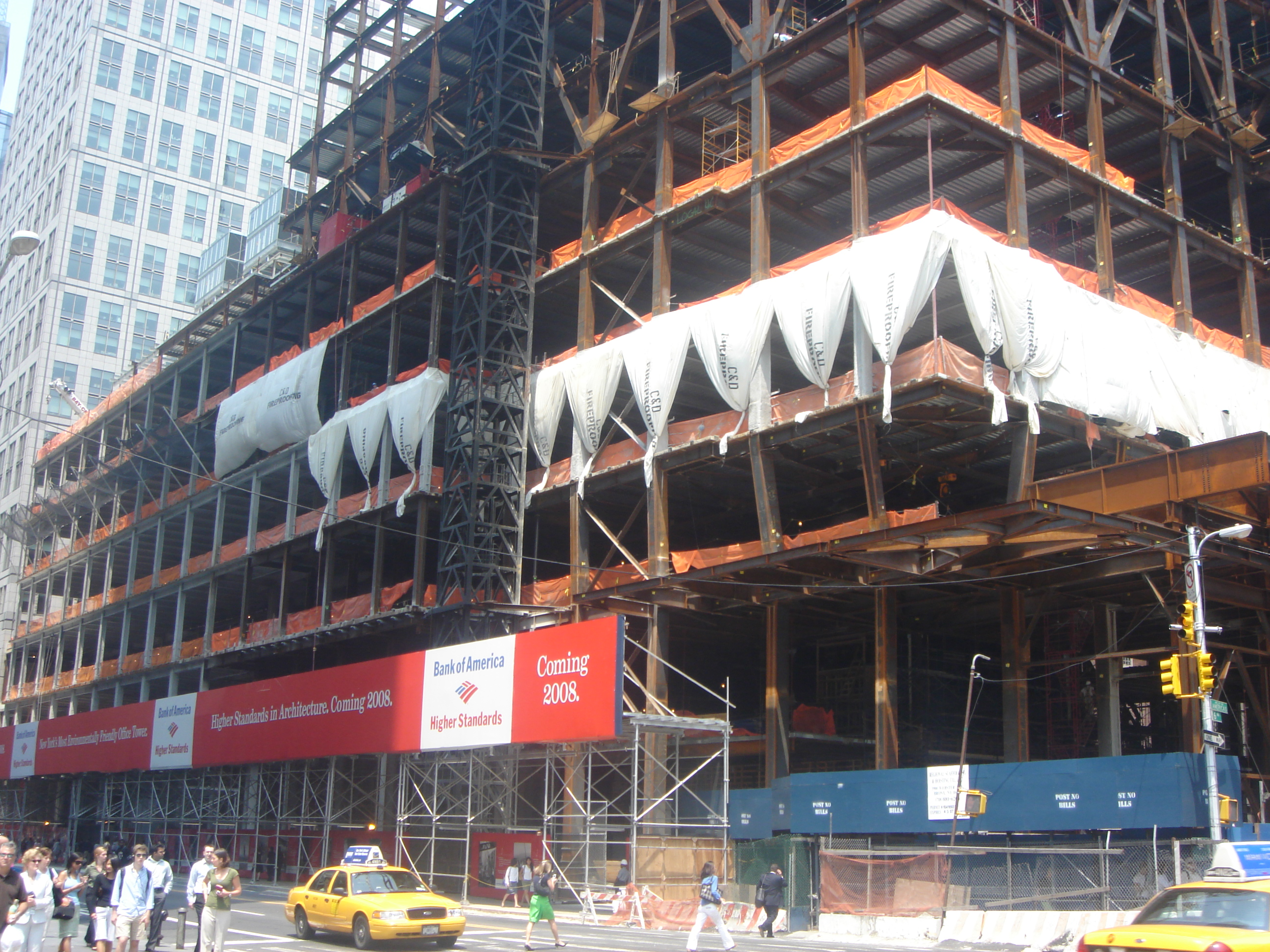
Bouwplaats van de Bank of America Tower, gezien vanaf de hoek van 42nd Street en Sixth Avenue. 19 juli 2006
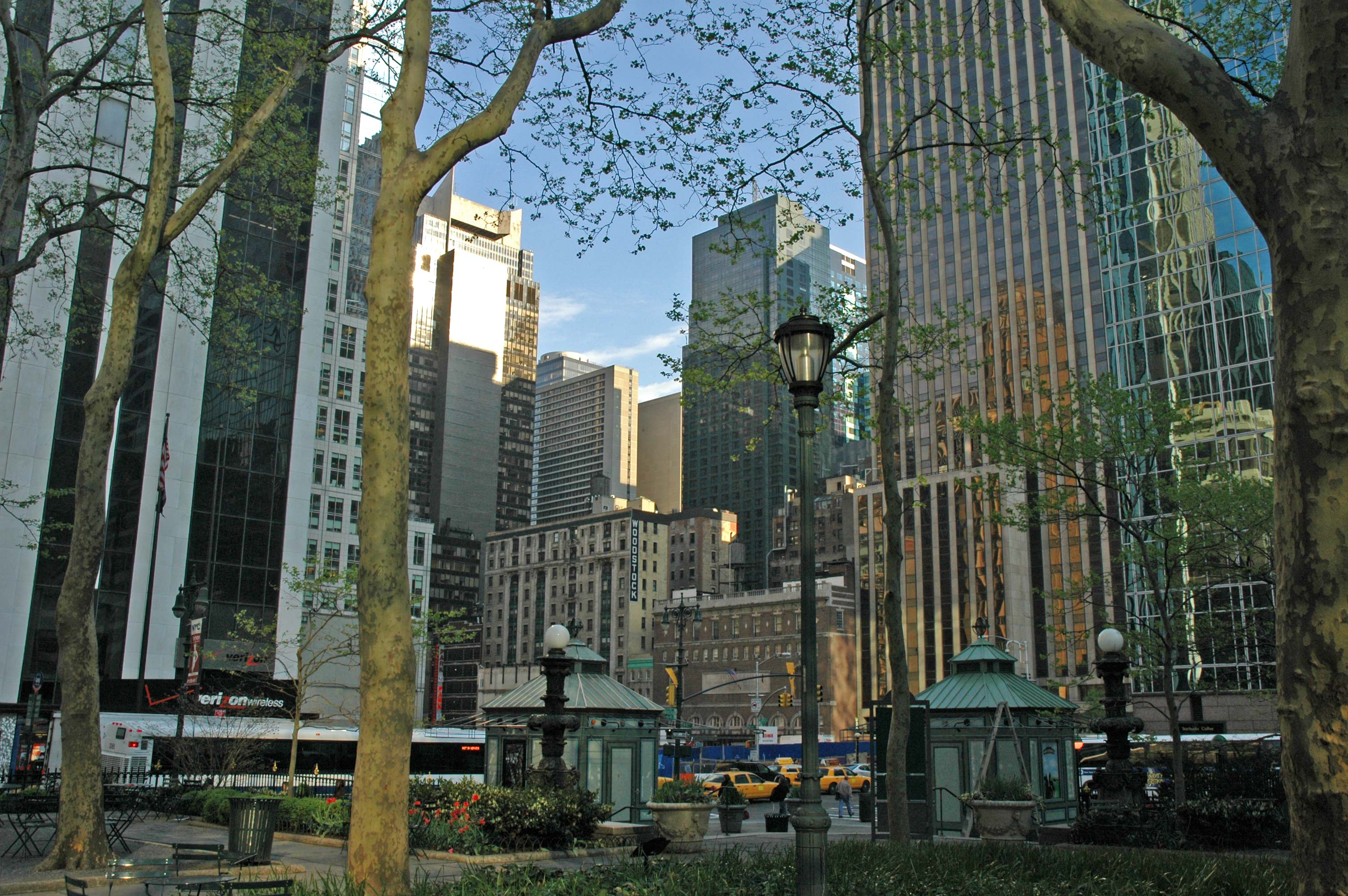
Bouwplaats van de Bank of America Tower, gezien vanaf Bryant Park. 1 juni 2005
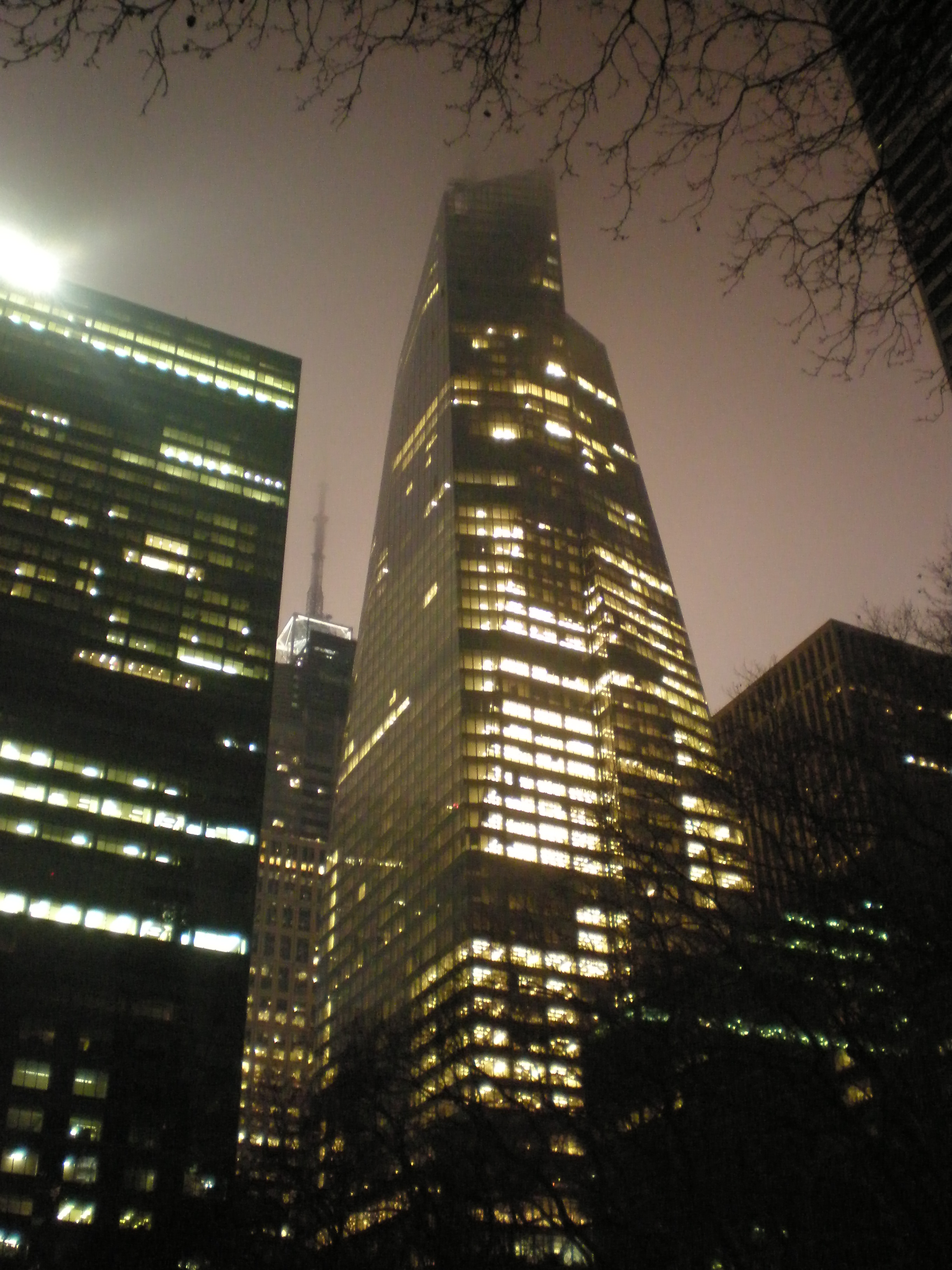
Bouwplaats van de Bank of America Tower, gezien vanaf Bryant Park (april 2009).